# Зиновьев, Пётр Михайлович
Пётр Михайлович Зиновьев (1882—1965) — советский российский психиатр и психопатолог.

## Биография
Пётр Зиновьев родился 11 (23) июня 1882 года в городе Крапивна Тульской губернии в купеческой семье. Окончил Тульскую гимназию, в 1908 году — медицинский факультет Московского университета по специальности «психиатрия». Работал психиатром в Москве: на Канатчиковой даче (ныне больница имени Алексеева), в психиатрической больнице на Матросской тишине.
В 1914 году после начала Первой мировой войны был призван в армию как военный врач, демобилизован в 1918 году. Был награждён Георгиевским крестом IV степени, орденом Святой Анны III степени, орденом Святого Станислава с мечами и бантом III степени и орденом Святого Владимира III степени. Вскоре был вновь мобилизован на Гражданскую войну, служил в Красной Армии военным врачом. Через год был демобилизован и продолжил заниматься клинической и научной деятельностью.
В 1920—1925 годах работал ассистентом на кафедре психиатрии Высших женских курсов. В 1925—1930 годах был приват-доцентом кафедры психиатрии 1-го МГУ. Работал в университетской психиатрической клинике под руководством профессора П. Б. Ганнушкина, в ноябре — декабре 1925 года был лечащим врачом у находящегося в клинике Сергея Есенина.
Несколько лет прожил в Азербайджане, где в 1936—1939 годах заведовал кафедрой психиатрии Азербайджанского медицинского института. С 1945 года — старший научный сотрудник Института психиатрии АМН СССР, консультант в Центральном институте экспертизы трудоспособности инвалидов и в ряде других учреждений Москвы. В 1952 году за свою научную деятельность был награждён орденом Ленина.
Автор работ по психиатрии и общей психопатологии, многие из которых не были опубликованы. Одна из основных его работ — первая изданная в СССР монография по психиатрии «Душевные болезни в картинах и образах» (1927). Зиновьев выделил три основные формы течения шизофрении: приступообразная, приступообразно-прогредиентная и неуклонно прогредиентная. Предложил понятие «вялотекущая шизофрения» вместо понятия «мягкая шизофрения». Его учениками были профессора психиатрии В. М. Банщиков, Е. Н. Каменева, Ю. И. Либерман, А. Г. Гофман и другие.
Умер в Москве 25 января 1965 года.

## Сочинения
- Душевные болезни в картинах и образах. — Л., 1927.